# 陳永良 (律師)
陳永良（英語：Stanley Chan，1955年—），香港律師，新民黨成員。1994年成為執業律師，並於1996年與中大校友李敏兒合資開律師行，是警務督察協會的義務法律顧問。

## 警察生涯
陳永良於1967年至1972年間入讀新法書院。1974年加入警隊，由警員做起，3年內晉升至見習督察，任職警隊期間，陳曾經涉及虐待被捕人士事件。1985年取得香港中文大學政治與行政學系學士學位。
1986年9月初，時任高級督察陳永良擔任主管的一隊特別行動組，進行緝毒截查工作時，探員把疑人載往九龍城樂富公園。陳永良曾離開現場，受害人則被人隔着檔案夾，以大鐵鎚打背部、將打火機燒過的金屬物件，灼燒受害人肚腩和下體。兩小時後，警才載受害人返回黃大仙警署扣留。
該名有多次吸毒、行劫案底的受害人作供時曾指陳向他表示，「最憎人運毒」，隨後打他心口兩下。受害人在警署投訴被毆送院，留醫四日，當時的警察投訴科接手後，發現13警口供一致，陳又曾聯絡協助警方誘捕受害人的毒販，恐嚇叫他向投訴科取回證供。13警分別被落案控以毆打、傷人、非法禁錮及串謀妨礙司法公正等六項罪名。該案經過70日聆訊，至1988年1月21日，案件因技術問題，13名被告被判無罪釋放陪審團，其後當年的副警務處長下令要他們自動辭職。

## 撐警言論
2014年11月3日，發起在香港高等法院門外默站，有份發起昨日約60名律師及大律師在高等法院門外默站的陳永良表示，警察在佔領行動開始後，當更時間長，亦有人被示威者辱罵，感到痛心。他承認，曾在網上稱七名涉嫌毆打示威者的警察是「七俠五義」，並會提供法律協助。陳永良在港台節目表示，是以個人身份發起默站，又說七名涉及毆打示威者的警務人員，法律上未被定罪，不可說他們有罪，而他自己是警務督察協會義務法律顧問，會向他們提供協助。他說，有看過有關電視新聞片段，認為事件並非鏡頭看到般簡單，部份人亦對警察有肢體衝撞，他認為，對七名涉事的警務人員簡稱為七俠五義並無問題。
在原訟庭，該七名警察被判罪名成立（而在上訴時，個別上訴人因未能被毫無合理疑點下確立在場，推翻有罪判決）。有關言論被中大政治與行政學系高級講師蔡子強批評，單一認同執法是「俠義」行為，卻對警員明顯使用過分暴力「視而不見」，無助收窄社會分歧。